# Uno Wallentin
August Uno Walter Wallentin (ur. 15 kwietnia 1905 w Göteborgu, zm. 8 października 1954 w Norrköping) – szwedzki żeglarz, olimpijczyk, zdobywca srebrnego medalu w regatach na Letnich Igrzyskach Olimpijskich w 1936 roku w Berlinie.
Na Letnich Igrzyskach Olimpijskich 1936 zdobył srebro w żeglarskiej klasie Star. Załogę jachtu Sunshine tworzył z nim Arvid Laurin.